# Писарук Олександр Володимирович
Олександр Володимирович Писарук (нар. 11 травня 1965, Миколаїв) — колишній перший заступник голови Національного банку України, голова правління «Райффайзен банк Аваль».

## Життєпис
1988 — закінчив Миколаївський кораблебудівний інститут ім. Макарова, а 1990 — аспірантуру того ж інституту.
Його першим місцем роботи став банк «Україна», в якому він пройшов шлях від начальника сектора зовнішньоекономічної діяльності по Миколаївській області до директора міжнародного департаменту всієї кредитної організації. У цей період отримав додаткову освіту в Київському інституті банкірів банку «Україна».
У 1997 році перейшов в ІНГ Банк Україна, де зайняв посаду керівника департаменту управління ризиками.
З 2000 по 2001 рік працював у Москві, очолюючи аналогічний підрозділ в ІНГ Банк Євразія.
У 2001 Писарук закінчив курс в бізнес-школі INSEAD у Фонтенбло (Франція), отримав підвищення і став регіональним менеджером ІНГ по Центральній та Східній Європі.
У 2007 році він очолив ІНГ Банк Євразія, дочірню кредитну організацію нідерландської фінансової групи ING Group в Росії.
З 2010 року по 2014 рік працював регіональним керівником ІНГ Банку в Центральній та Східній Європі в Амстердамі[джерело?] (Нідерланди).
З 2014 — перший заступником Голови Національного банку України.

## Кримінальне провадження
В листопаді 2019-го співробітники НАБУ проводили слідчі дії в банку Райффайзен, затримавши Писарука у справі щодо ймовірного заволодіння рефінансуванням НБУ на суму 1,2 млрд грн. 15 листопада суд відмовив в арешті Писарука, обравши йому заставу розміром 5 млн грн.